# Snelgersma

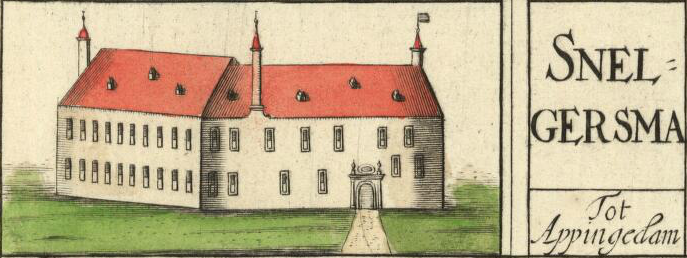
De borg op de kaart van Willem en Frederik Coenders van Helpen (1678)

De Snelgersmaborg was een borg in Appingedam. Het steenhuis wordt voor het eerst rond 1390 genoemd.
De borg werd bewoond door het geslacht Snelgers. In 1396 werd de borg bewoond door Omeko Snelghers, een rechter in Fivelingo. Het huis werd rond 1400 door de stad Groningen verwoest. De borg wordt tot 1579 door de familie Snelghers bewoond. Daarna gaat het over in de handen van de familie Van Meckema tot het in 1680 werd doorverkocht aan jonker Hindrik van Steenhuisen en daarna aan Rudolf Polman, echtgenoot van Johanna Emelia van Ewsum.
In 1727 wordt de borg verkocht aan de stad Groningen, die het huis doorverkoopt aan een aannemer. Deze blijkt de borg slechts voor de stenen gekocht te hebben en de borg wordt in 1727 gesloopt.
De Snelgersmastraat, die het centrum van Appingedam verbindt met de Westerdraaibrug, herinnert aan de borg Snelgersma.